# Елиаза Базна
Елиаза Базна (на албански: Iliaz Bazna) е албански писател, автор на мемоари. Той е един от най-известните шпиони от Втората световна война, като в периода октомври 1943 г. до март 1944 г. работи в Анкара за германската служба за сигурност на Райхсфюрера на Нацистка Германия под псевдонима Цицерон (Cicero).

## Биография и творчество
Елиаза Базна е роден на 28 юли 1904 г. в Прищина, Османска империя (сега в Косово). Баща му е земевладелец и учител по ислямизъм. Когато е 14-годишен, сърбите окупират родното му място и семейството му се премества в Истанбул, който после е окупиран от съюзническите сили през Първата световна война – британци, италианци и американци. На 16-годишна възраст постъпва във френска военна част в Истанбул. Там е хванат в кражба на британски оръжия, за които по-късно твърди, че е предал на младотурците на Ататюрк. За наказание е изпратен в трудов лагер в Марсилия, Франция за три години.
След напускане на трудовия лагер работи във френската автомобилна компания „Берлие“, където усвоява и ключарски умения. През 1925 г. мести в Истанбул, където работи в транспортния отдел на Истанбулската корпорация. След това работи като началник на пожарната в Йозгат, преди да се върне в Истанбул, където кара такси. Заради пребиваването си в различни държави, той говори албански, турски, сърбохърватски, малко немски и френски, като френският е основният език на дипломацията по това време. Взема и уроци по оперно пеене от немски професор, но не успява в тази насока.
В Истанбул работи като портиер, шофьор и пазач за чуждестранни дипломати и консулства. Благодарение на способността си да говори френски, започва да служи като камериер, първо на югославския посланик в Турция, а през 1942 г. на немския бизнесмен Алберт Йенке (зет на германския външен министър Йоахим фон Рибентроп) и по-късно служител на германското посолство, който обаче го уволнява, защото чете пощата му.
Нает без особена проверка, Базна става камериер на сър Хю Кнатчбул-Хюгесен, британския посланик в Турция, започвайки от средата на 1943 г. Той е добре приет от работодателя си заради усърдието си и умението да изпълнява оперни арии по време на събирания на посолството, но които той пее, а посланикът свири на пиано. Когато Кнатчбул-Хюгесен е посланик в Рига до 1935 г. развива навик да носи секретни документи в дома си, като продължава тази си практика в Анкара, като ги държи в личния си сейф. Това дава възможност на Базна да направи копия от ключовете на сейфа и да снима документите. Воден от алчност и желание за забогатяване, със съдействието на Алберт Йенке и на Лудвиг Мойзиш, австрийския аташе, се свързва с германската агентура и става високо платен агент на германската служба за сигурност на Райхсфюрера ръководена от Валтер Шеленберг и представена в Анкара от посланик Франц фон Папен.
Базна не знае английски език и затова снима всички попаднали му документи. Сред документите са информации за конференциите на лидерите на съюзниците, включително конференциите в Москва, Техеран и Кайро, за поддържане на заплаха за германците от източното Средиземно море, докато започне операция „Овърлорд“, за съюзническите бомбардировки на Балканите, за военните доставки на САЩ за Съветския съюз, и др. Въпреки голямото количество документи и тяхната автентичност, нацистките служители в Берлин не му се доверяват, като смятат, че е двоен агент (защото документите са много и с много добро качество на снимките) и получават заблуждаваща информация. Затова му дават псевдонима „Цицерон“ и правят повечето от плащанията му с фалшиви британски лири, изработени при Операция „Бернхард“.
Около януари 1944 г. Мойзиш назначава за секретарка Корнелия Кап, която е работила в германското посолство в София, а от юли 1943 г. става шпионин за британското разузнаване. С нейна помощ се разбира, че информацията изтича от посолството, но Базна не е открит, тъй като не знае английски език и не го считат за интелигентен. Сигурността в посолството е усилена и Базна успява да предава информация до месец март, когато напуска работата си. Идентифициран е като агент Цицерон при разпита на Мойзиш след края на войната.
Абверът плаща на Базна общо около 300 000 британски лири (по съвременна оценка състояние на стойност над 17 милиона долара). След войната той се опитва да построи хотел с партньор, но е установено, че банкнотите са фалшиви, и Базна прекарва известно време в затвора за използване на фалшиви пари.
През 50-те години Базна живее със семейството си в апартамент в европейския квартал „Аксарай“ в Истанбул. За да се издържа работи като нощен пазач, дава уроци по пеене и продава употребявани автомобили. През 1960 г. Базна се мести в Германия и работи в Мюнхен като нощен пазач.
С помощта на Ханс Ногли е написана и е издадена през 1962 г. мемоарната му книга „Аз бях Цицерон“. Тя разказва историята на аферата „Цицерон“ от гледна точка на Базна, след книгата на Мойзиш „Операция Цицерон“, публикувана през 1950 г., по който е направен успешният филм „Петте пръста“ (5 Fingers) с участието на Джеймс Мейсън и Даниел Дарийо.
Базна се жени два пъти. С първата си съпруга, с която по-късно се развежда, има четири деца. Има още четири деца от втората си съпруга Дуриет.
Елиаза Базна умира бъбречно заболяване на 23 декември 1970 г. в Мюнхен, Западна Германия.

## Произведения
- Ich war Cicero. Die Bekenntnisse des größten Spions des Zweiten Weltkriegs (1962) – с Ханс Ногли[1]
Аз бях Цицерон, изд. „Държавно военно издателство“ (1967), прев. Георги Йосифов